# 하쿠산역 (도쿄도)
하쿠산역(일본어: 白山駅)은 일본 도쿄도 분쿄구에 있는 도쿄 도 교통국 미타 선의 역이다. 역 번호는 I 13이다. 부역명은 도요 대학 앞이다.

## 역 구조
상대식 승강장 2면 2선의 지하역. 승강장의 선로 간에 기둥이 없다.
개찰구는 가스가 방향 출입구 A1과 센고쿠 방향의 A2 및 A3의 2개소가 설치되어 있으며, 각각 언덕 아래쪽과 위쪽 방향에 위치하고 있기 때문에 개찰구의 안내판에서는 지역의 명칭에 맞게 "하쿠산시타"・"하쿠산카미"로 표기되어 있다.

### 승강장
| 1 | 미타 선 | 오테마치・메구로・히요시 방면   |
| 2 | 미타 선 | 스가모・니시타카시마다이라 방면 |

## 역 주변
도요 대학을 비롯하여 각종 학교가 많은 학생들의 거리이다. 출퇴근 시간에는 주로 학생들 이용률이 높다. A2와 A3출입구는 언덕의 중간에 있기 때문에 본 역에서 센고쿠 방면으로 가기 위해서는 가파른 오르막길을 걸어가야 한다.
- 도쿄 지하철 난보쿠 선 혼코마고메 역
- 도요 대학(東洋大学)
- 하쿠산 신사(白山神社)
- 국도 제17호선
- 고이시카와 식물원
- 고마고메 중・고등학교
- 일본 의과대학
- 분쿄 가쿠인 대학

## 역사
- 1972년 6월 30일: 영업 개시.
- 1978년 7월 1일: 6호선을 미타 선으로 노선명 변경.

## 인접역
| 도쿄 도 교통국 미타 선  | 도쿄 도 교통국 미타 선 | 도쿄 도 교통국 미타 선              |
| ----------------------- | ---------------------- | ----------------------------------- |
| I 12 가스가 메구로 방면 | 미타 선                | 센고쿠 I 14 니시타카시마다이라 방면 |